# Khmer Krom

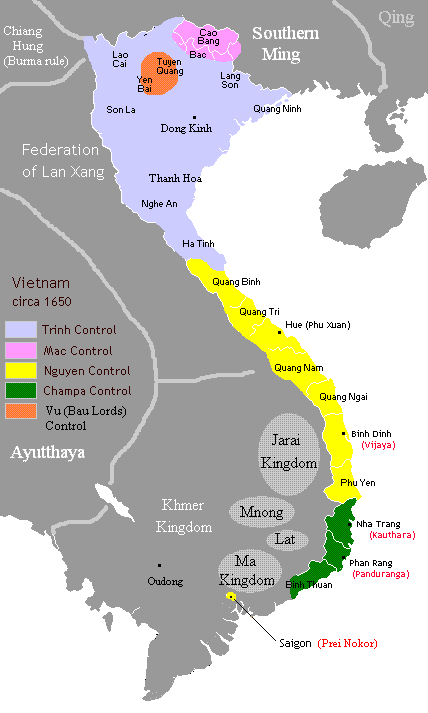
Camboja por volta do ano 1650

A Perda do delta do Mekong para o Vietnã iniciou-se a partir do começo do século XVII com a colonização da área por colonos vietnamitas, e gradualmente isolou os Khmer do delta do Mekong de seu governo no Camboja, resultando na sua minoria com o passar do tempo.

## Origens
Os Khmer Krom são considerados como uma minoria étnica Khmer que vivem no delta do rio Mekong  no sul do Vietnã, uma área que  foi parte do Império Khmer.
Na língua vietnamita, eles são conhecidos como Kho-me Crom ou Kho-me dưới , que significa literalmente  "Khmer a partir de baixo" (referindo-se às áreas mais a jusante do delta do Mekong).
De acordo com dados do governo vietnamita (censo de 1999), havia 1 055 174 Khmer Krom no Vietnã.

## História
Prey Nokor era o mais importante porto comercial para os Khmers. Iniciou como uma pequena vila de pescadores, e foi habitada por povos Khmer durante séculos antes da chegada dos vietnamitas. O nome da cidade foi mudado posteriormente pelo Vietnã, para Saigão e depois para Cidade de Ho Chi Minh. A perda da cidade impediu os cambojanos de ter acesso ao Mar da China Meridional, e o único acesso Khmer até ao mar era limitado ao golfo da Tailândia. A área que a cidade de Ho Chi Minh ocupa hoje era originalmente um pantanal por estar situada perto da foz do rio Mekong.
Em 1623, o rei Chey Chettha II do Camboja (1618-1628) permitiu que refugiados vietnamitas fugindo da Guerra Trịnh-Nguyễn no Vietnã se estabelecessem na área de Nokor Prey, Ondas cada vez maior de colonos vietnamitas, que o reino do Camboja não poderia impedir por estar enfraquecido por causa da guerra com a Tailândia, lentamente "vietnamizaram" a área.
Em 1698, Nguyen Huu Canh, um nobre vietnamita, foi enviado pelos governantes Nguyễn de Huế para estabelecer estruturas administrativas vietnamitas na área e criar um posto alfandegário, separando assim a área do Camboja, que não era suficiente forte para intervir. Desde essa época, a área tem sido firmemente sob administração vietnamita, com os vietnamitas tornando-se a maioria da população. Com o tempo, Prey Nokor ficou conhecida como Saigão.
Em 1757, os vietnamitas colonizaram as províncias de Psar Dek (renomeada Sa Đéc em vietnamita) e Moat Chrouk (vietnamizada para Châu Đốc ), esta se situando a 250 km da atual Cidade de Ho Chi Minh.
Em 1802 Nguyen Anh coroou-se imperador Gia Long, tendo ele unificado todos os territórios que agora fazem parte do atual Vietnã, incluindo o território que faziam parte do Império Khmer.
Na década de 1970, o regime do Khmer Vermelho  atacou o Vietnam em uma tentativa de reconquistar as áreas do delta do Mekong ainda predominantemente habitadas  por pessoas da etnia Khmer, mas esta aventura militar foi um desastre total e precipitou a invasão do Camboja pelo exército vietnamita e queda subsequente do Khmer Vermelho, com o Vietnã ocupando Camboja.